# Viện Dược học - Viện Hàn lâm Khoa học Ba Lan
 Viện Dược học là một viện khoa học thuộc Viện Hàn lâm Khoa học Ba Lan, có trụ sở tại Kraków. Viện được thành lập vào năm 1954, ban đầu đây chỉ là Phòng Dược học của Viện Hàn lâm Khoa học Ba Lan, tuy nhiên, nó được chuyển đổi thành một viện độc lập vào năm 1974. Đối tượng nghiên cứu chính của Viện liên quan đến lĩnh vực thần kih và Viện cũng được quyền đào tạo chương trình tiến sĩ trong chuyên ngành này. Viện có riêng một vườn thực vật để phục vụ cho mục đích nghiên cứu của mình.
Viện trưởng đầu tiên của Viện Dược học - Viện Hàn lâm Khoa học Ba Lan là Janusz Supniewski.
Viện xuất bản một Tạp chí khoa học về Dược học bằng tiếng Anh.

## Viện trưởng
- Janusz Supniewski (1954 - 1964)
- Józef Hano (1964 - 1977)
- Jerzy Maj (1977 - 1993)
- Edmund Przegaliński (1993 - 2006)
- Krzysztof Wędzony (2007 - 2016)
- Władysław Lasoń (từ năm 2017)

## Các nhà nghiên cứu nổi tiếng
- Jerzy Vetulani (1936 - 2017), một nhà thần kinh học, dược sĩ và nhà hóa sinh người Ba Lan, giáo sư khoa học tự nhiên, thành viên của Viện Hàn lâm Khoa học Ba Lan và Học viện Ba Lan. [1]
- Ryszard Przewłocki (sinh năm 1943), một nhà thần kinh học người Ba Lan, giáo sư tại Viện Dược học của Viện Hàn lâm Khoa học Ba Lan.
- Irena Nalepa (sinh năm 1951), một nhà thần kinh học, dược sĩ và nhà hóa sinh người Ba Lan, giáo sư tại Viện Dược học của Viện Hàn lâm Khoa học Ba Lan. [2]
- Jacek Spławiński (sinh năm 1937), một dược sĩ người Ba Lan chuyên về dược lý lâm sang.
- Marek Sanak (sinh năm 1958), nhà di truyền học và nhà sinh học phân tử người Ba Lan, giáo sư tại Viện Dược học của Viện hàn lâm Khoa học Ba Lan.
- Piotr Popik (sinh năm 1962), một bác sĩ phẫu thuật thần kinh người Ba Lan chuyên nghiên cứu về các loại thuốc ảnh hưởng đến não và các tình trạng như trầm cảm, nghiện ma túy, rối loạn nhận thức và xã hội cũng như cảm xúc và giao tiếp của con người.